# روث جونز
روث جونز (بالإنجليزية: Ruth Jones)‏ هي كاتبة سيناريو وممثلة بريطانية، ولدت في 22 سبتمبر 1966 في المملكة المتحدة.

## وصلات خارجية
- روث جونز على موقع IMDb (الإنجليزية)
- روث جونز على موقع ألو سيني (الفرنسية)
- روث جونز على موقع ميوزك برينز (الإنجليزية)
- روث جونز على موقع ميوزك برينز (الإنجليزية)
- روث جونز على موقع أول موفي (الإنجليزية)
- روث جونز على موقع قاعدة بيانات الأفلام السويدية (السويدية)
- روث جونز على موقع قاعدة بيانات الفيلم (الإنجليزية)
- روث جونز على موقع كينوبويسك (الروسية)